# Tunnel du Hvalfjörður
Le tunnel du Hvalfjörður, en islandais Hvalfjarðargöng, est un tunnel routier sous-marin situé sous le Hvalfjörður, en Islande, le long de la route 1. Il est long de 5 770 mètres et atteint la profondeur de 165 mètres au-dessous du niveau de la mer.

## Historique
Sa construction a commencé en 1996.
Ouvert le 1er juillet 1998, il raccourcit de 62 kilomètres le trajet entre Reykjavik et les parties Nord et Ouest de l'île. Le dépassement du fjord prend maintenant sept minutes au lieu d'environ d'une heure auparavant. Les piétons, les cyclistes ainsi que les tracteurs ne sont pas autorisés dans le tunnel.
Construit par la société Spölur, il était opéré par cette dernière avec un péage pour financer sa construction jusqu'au 28 septembre 2018, date à laquelle il a été transféré à l'établissement public Vegagerðin et est devenu gratuit.
Depuis, son trafic augmente régulièrement (plus de 5500 véhicules par jour).
Selon la réglementation européenne, la circulation dans les tunnels sous-marins à une voie dans chaque sens ne peut pas dépasser 8000 voitures en moyenne par jour. Il est donc probable que le tunnel s'approche de cette tolérance dans les années à venir et la société Spölur a déjà annoncé qu'il faudrait le doubler d'un autre tunnel,.